# Атлантик (фильм)
«Атлантик» (англ.  Atlantic) — британский черно-белый фильм 1929 года, поставленный режиссёром Эвальдом Андре Дюпоном по пьесе Эрнеста Реймонда «Скала», адаптированая и сильно беллетризированная версия крушения «Титаника». Первый звуковой фильм, посвященный величайшей морской катастрофе начала XX века.
Фильм был снят в трех версиях, английской, немецкой, и французской, которая отличалась от оригинала декорациями и сюжетными линиями. Существовала и специально смонтированная немая версия.

## В ролях
- Франклин Дэйл
- Мэдлин Кэрролл
- Джон Стюарт
- Монти Бэнкс
- Хелен Хэйи
- Джоан Бэрри